# Итальянская гончая
Итальянская гончая (итал. Segugio Italiano) — порода охотничьих собак, выведенная в Италии. Существуют две разновидности — жесткошёрстная и короткошёрстная. За исключением типа шерсти, они очень похожи и в некоторых источниках могут рассматриваться как одна порода; Международная кинологическая федерация и Итальянский национальный клуб собаководства рассматривают их как отдельные. Они также генетически близки к двум другим итальянским породам — мареммской гончей и апеннинской гончей. Они традиционно используются для охоты на зайца, но могут быть использованы и при охоте на кабана.
В 2009 году в племенной книге зарегистрировано 1740 жесткошёрстных и 4500 короткошёрстных собак этой пород.

## История

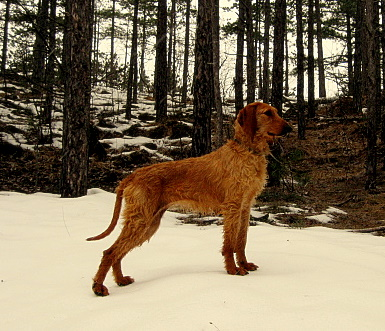
Жесткошёрстная итальянская гончая

Происхождение породы неизвестно, но порода считается древней. Собаки этой породы изображены на некоторых древнеримских статуях, включая две в музеях Ватикана в Риме и одну в Национальном археологическом музее в Неаполе, Охотница Диана изображена в сопровождении охотничьей собаки, которая, как считается, демонстрирует некоторое сходство с современной итальянской гончей.
Два очень похожих скелета собак типа борзых или борзых из ломбардского некрополя VII века в Повельяно в провинции Верона были описаны в 1995 году; они демонстрируют некоторое морфологическое сходство с современными гончими, за исключением того, что они выше, с оценкой высоты в холке 64 см.
Шерсть гладкошёрстной породы равномерно короткая, тогда как сама шерсть грубая, и составляет не более 5 сантиметров в длину; это позволяет собакам охотиться в более прохладных горных районах. Различают два окраса шерсти: различные оттенки палевого, от тёмно-рыжего до очень бледного; и чёрно-подпалый. Допускаются небольшие белые отметины на голове и груди.
Порода разделяет определённые физические характеристики как с гончими, так и с борзыми. У неё длинные ноги, подтянутая поясница и слегка выпуклая спина, более типичная для борзой. Голова имеет много черт гончей, включая низко посаженные висячие уши, несмотря на длинную сужающуюся морду с тонкими, не отвисающими губами.

## Характер
Итальянская гончая отличается крайне упрямым характером; поймав запах, они демонстрируют целеустремленное следование за ним, как и собаки породы бладхаунд, хотя в отличие от последнего, итальянские гончие также ловят и убивают дичь.